# AFI 10 top 10
Parte a seriei AFI's 100 Years, AFI's 10 Top 10 este o listă cu cele mai bune 10 filme americane din diferite domenii. Institutul American de Film a realizat această listă la 17 iunie 2008, când a fost prezentată la CBS.

## Animație
AFI definește "animația" ca un gen în care imaginile filmului sunt create de calculator sau de mână și personajele sunt dublate de actori. 
| #  | Film                            | An   |
| -- | ------------------------------- | ---- |
| 1  | Snow White and the Seven Dwarfs | 1937 |
| 2  | Pinocchio                       | 1940 |
| 3  | Bambi                           | 1942 |
| 4  | The Lion King                   | 1994 |
| 5  | Fantasia                        | 1940 |
| 6  | Toy Story                       | 1995 |
| 7  | Beauty and the Beast            | 1991 |
| 8  | Shrek                           | 2001 |
| 9  | Cinderella                      | 1950 |
| 10 | Finding Nemo                    | 2003 |

## Fantastic
AFI definește "fantasticul" ca un gen în caare personaje live-action imită situații care depășeșc regulile lumii reale.
| #  | Film                                              | An   |
| -- | ------------------------------------------------- | ---- |
| 1  | The Wizard of Oz                                  | 1939 |
| 2  | The Lord of the Rings: The Fellowship of the Ring | 2001 |
| 3  | It's a Wonderful Life                             | 1946 |
| 4  | King Kong                                         | 1933 |
| 5  | Miracle on 34th Street                            | 1947 |
| 6  | Field of Dreams                                   | 1989 |
| 7  | Harvey                                            | 1950 |
| 8  | Groundhog Day                                     | 1993 |
| 9  | The Thief of Bagdad                               | 1924 |
| 10 | Big                                               | 1988 |

## Gangster
AFI definește genul filmelor cu gangsteri ca gen în care acțiunea se învârte în jurul unei grupări de crimă organizată sau a unor ucigași și are loc în secolul al XX-lea.
| #  | Film                            | An   |
| -- | ------------------------------- | ---- |
| 1  | The Godfather                   | 1972 |
| 2  | Goodfellas                      | 1990 |
| 3  | The Godfather Part II           | 1974 |
| 4  | White Heat                      | 1949 |
| 5  | Bonnie and Clyde                | 1967 |
| 6  | Scarface: The Shame of a Nation | 1932 |
| 7  | Pulp Fiction                    | 1994 |
| 8  | The Public Enemy                | 1931 |
| 9  | Little Caesar                   | 1931 |
| 10 | Scarface                        | 1983 |

## Science-fiction
AFI definește "science fiction" ca pe un gen care unește premiza tehnologică sau științifică cu speculația fictivă.
| #  | Film                                             | An   |
| -- | ------------------------------------------------ | ---- |
| 1  | 2001: O odisee spațială                          | 1968 |
| 2  | Războiul stelelor - Episodul IV: O nouă speranță | 1977 |
| 3  | E.T. Extraterestrul                              | 1982 |
| 4  | Portocala mecanică                               | 1971 |
| 5  | Ziua în care Pământul s-a oprit                  | 1951 |
| 6  | Vânătorul de recompense (Blade Runner)           | 1982 |
| 7  | Alien                                            | 1979 |
| 8  | Terminatorul 2: Ziua Judecății                   | 1991 |
| 9  | Invazia jefuitorilor de trupuri                  | 1956 |
| 10 | Înapoi în viitor                                 | 1985 |

## Western
AFI definește „westernul” ca un gen de filme plasate în vestul sălbatic american care întruchipează spiritul, lupta și dispariția noii frontiere.
| #  | Film                          | An   |
| -- | ----------------------------- | ---- |
| 1  | The Searchers                 | 1956 |
| 2  | La amiază                     | 1952 |
| 3  | Shane                         | 1953 |
| 4  | Necruțătorul                  | 1992 |
| 5  | Râul roșu                     | 1948 |
| 6  | Hoarda sălbatică              | 1969 |
| 7  | Butch Cassidy și Sundance Kid | 1969 |
| 8  | McCabe & Mrs. Miller          | 1971 |
| 9  | Stagecoach                    | 1939 |
| 10 | Cat Ballou                    | 1965 |

## Sports
AFI definește "sports" ca un gen în care protagoniștii participă la diferite competiții sportive.
| #  | Film                     | An   |
| -- | ------------------------ | ---- |
| 1  | Raging Bull              | 1980 |
| 2  | Rocky                    | 1976 |
| 3  | The Pride of the Yankees | 1942 |
| 4  | Hoosiers                 | 1986 |
| 5  | Bull Durham              | 1988 |
| 6  | The Hustler              | 1961 |
| 7  | Caddyshack               | 1980 |
| 8  | Breaking Away            | 1979 |
| 9  | National Velvet          | 1944 |
| 10 | Jerry Maguire            | 1996 |

## Mystery
AFI definește "mystery" ca un gen a cărei premisă o reprezintă rezolvarea unei crime. 
| #  | Film               | An   |
| -- | ------------------ | ---- |
| 1  | Vertigo            | 1958 |
| 2  | Chinatown          | 1974 |
| 3  | Rear Window        | 1954 |
| 4  | Laura              | 1944 |
| 5  | The Third Man      | 1949 |
| 6  | The Maltese Falcon | 1941 |
| 7  | North by Northwest | 1959 |
| 8  | Blue Velvet        | 1986 |
| 9  | Dial M for Murder  | 1954 |
| 10 | The Usual Suspects | 1995 |

## Comedie romantică
AFI definește "comedia romantică" ca un gen în care dezvoltarea unei relații romantice duce la situații comice.
| #  | Film                             | An   |
| -- | -------------------------------- | ---- |
| 1  | Luminile orașului                | 1931 |
| 2  | Annie Hall                       | 1977 |
| 3  | S-a întâmplat într-o noapte      | 1934 |
| 4  | Vacanță la Roma                  | 1953 |
| 5  | Poveste din Philadelphia         | 1940 |
| 6  | Când Harry a cunoscut-o pe Sally | 1989 |
| 7  | Coasta lui Adam                  | 1949 |
| 8  | Visătorii                        | 1987 |
| 9  | Harold și Maude                  | 1971 |
| 10 | Nopți albe în Seattle            | 1993 |

## Film dramatic  de proces
AFI definește "filmul dramatic de proces" ca un gen cinematografic în care sistemul de justiție joacă un rol critic în narațiunea filmului.  
| #  | Film                               | An   |
| -- | ---------------------------------- | ---- |
| 1  | ...Să ucizi o pasăre cântătoare    | 1962 |
| 2  | 12 oameni furioși                  | 1957 |
| 3  | Kramer contra Kramer               | 1979 |
| 4  | Verdictul                          | 1982 |
| 5  | Oameni de onoare                   | 1992 |
| 6  | Martorul acuzării                  | 1957 |
| 7  | Anatomia unei crime                | 1959 |
| 8  | Cu sânge rece                      | 1967 |
| 9  | Un țipăt în noapte (film din 1988) | 1988 |
| 10 | Procesul de la Nürnberg            | 1961 |

## Epic
AFI definește "epic" ca un gen de filme care au loc la o scară largă într-o interpretare cinematografică a trecutului (istoriei).
| #  | Film                         | An   |
| -- | ---------------------------- | ---- |
| 1  | Lawrence al Arabiei          | 1962 |
| 2  | Ben-Hur                      | 1959 |
| 3  | Lista lui Schindler          | 1993 |
| 4  | Pe aripile vântului          | 1939 |
| 5  | Spartacus                    | 1960 |
| 6  | Titanic                      | 1997 |
| 7  | Nimic nou pe frontul de vest | 1930 |
| 8  | Salvați soldatul Ryan        | 1998 |
| 9  | Roșii                        | 1981 |
| 10 | Cele zece porunci            | 1956 |